# Rybitwy (województwo warmińsko-mazurskie)
Rybitwy (niem. Ribittwen, 1938–1945 Ribitten) – osada w Polsce położona w województwie warmińsko-mazurskim, w powiecie piskim, w gminie Pisz. W latach 1975–1998 miejscowość administracyjnie należała do województwa suwalskiego.
Wieś powstała w prokuratorii piskiej w ramach kolonizacji Wielkiej Puszczy. Wcześniej był to obszar Galindii. Wieś ziemiańska, dobra służebne w posiadaniu drobnego rycerstwa (tak zwani wolni, ziemianie w język staropolskim), z obowiązkiem służby rycerskiej (zbrojnej). W wieku XV i XVI wieś w dokumentach występowała pod nazwą Rybitwe i należała do parafii w Piszu.
W 1465 r., w trakcie trwania wojny trzynastoletniej, przywilej lokacyjny na 10 łanów, położonych nad strumykiem Stoczek, między wsią Giętkie i wsią Kocioł, wystawił prokurator piski Ulryk Ottenberger za wiedzą wielkiego mistrza Ludwika von Erlichshausena, na prawie chełmińskim i bez wolnizny, z obowiązkiem jednej służby zbrojnej. Dobra służebne nadane zostały Marcinowi Rybitwie, który był rybakiem na zamku w Piszu. Marcin Rybitwa otrzymał także łąkę położoną między rzeczką Pisza Woda raz wsią Szymki.